# Prix CISI
Le prix CISI est un prix scientifique fondé en 1991 décerné conjointement par la société Compagnie Internationale de Services en Informatique (CISI) et par la Société de Mathématiques Appliquées et Industrielles (SMAI) récompensant la recherche dans le domaine des mathématiques appliquées et du calcul numérique dans les sciences de l’ingénieur. Les lauréats doivent avoir au plus 40 ans. Le prix récompense un travail remarquable réalisé en France dans tout le champ de la simulation numérique. Rebaptisé prix CS (Compagnie des Signaux) il récompense également à partir de 2001 les travaux en technologie de l'information, en liaison avec l'association des sciences et technologies de l'information (ASTI).

## Liste des lauréats
| Année | Lauréat(s) a) Calcul scientifique b) technologie de l'information                                                    |
| ----- | --- |
| 1991  | Charles-Henri Bruneau, Yan-Hervé de Rock, Patrick Le Tallec, Marina Vidrascu                                         |
| 1992  | Benoit Perthame, Olivier-Pierre Jacquotte                                                                            |
| 1993  | Martine Marion, Thierry Cohignac, Frédéric Guichard, Christian Lopez, Jean-Michel Morel                              |
| 1994  | Prix non attribué |
| 1995  | Thierry Eve, Fabrice Fourcade, Thirry Socroun, Bernard Larrouturou                                                   |
| 1996  | Bruno Després, Alexandre Ern, Vincent Giovangigli                                                                    |
| 1997  | Patrick Boukhobza, François Coron, Nathalie Delatre, Christophe Jacquelard, Jean-François Pallegoix, Fabrice Ruffino |
| 1998  | Bijan Mohammadi |
| 1999  | Bruno Dubroca |
| 2000  | Jean-David Benamou                                                                                                   |
| 2001  | a) Nicolas Vukadinovic, Olivier Vacus                                                                                |
| 2001  | b) Claude Castellucia                                                                                                |
| 2002  | a) Claude Le Bris, Tony Lelièvre, Jean-Frédéric Gerbeau                                                              |
| 2002  | b) Laurent David Cohen                                                                                               |
| 2003  | a) ... |
| 2003  | b) Alain Girault |